# En cambio no
Invece no — (en español: En cambio no) es el primer sencillo del álbum Primavera anticipada de la cantante italiana Laura Pausini. La canción fue lanzada en español el día 14 de octubre y en italiano el 24 de octubre de 2008, también hay una versión en portugués titulada Agora não. Fue utilizada en la telenovela mexicana En nombre del amor de Televisa, lo que le dio un gran éxito en Latinoamérica .

## Letra y canción
La canción fue escrita por Pausini y Niccoló Agliari y fue producida por Pausini y Paolo Carta, su guitarrista. La muerte de la abuela de Laura fue la inspiración para la canción. La canción habla de la nostalgia de una persona, de cosas que no se dijeron y viejos recuerdos. Comienza con una introducción al piano y continúa con un sonido más rock. En particular, la canción cuenta el sentimiento de todas las personas que sufren por no haber sido capaces de decir lo que querían a un ser querido que falleció.

## Vídeo musical
El vídeo (en idioma italiano y en español) fue dirigido por Alessandro D'Alatri y filmado en Los Ángeles, en el muelle de Santa Mónica y un centro de ocio en West Hills. Dos días de rodaje tuvo un equipo de unas 60 personas por día, más 30 extras para hacer el vídeo en dos versiones. Se emitió en la web desde 22 de octubre de 2008.
Laura Pausini, sus palabras y su música, son el enlace que guía toda la historia amor entre un muchacho (de apariencia hispana) y su enamorada. Según narra el video, el joven es un soldado que vuelve de una de las guerras que Estados Unidos combate fuera de sus fronteras, específicamente de la Guerra de Afganistán. El joven es herido en acción y es admitido en estado casi catatónico en un hospital militar para su rehabilitación. Su novia, que está junto a él todos los días, se ocupa de él y trata de despertar los recuerdos de su amor. Una mezcla de acción y escenas retrospectivas en vivo para contar su primera reunión, la herida en la batalla, ella trata de hacerle reaccionar en el hospital hasta que pueda encontrar la fuerza para levantarse y comenzar una nueva vida.

## Publicaciones
En cambio no, se inserta en la compilación Radio Italiana de 2013 y  en el Laura World tour 2009 (audio y vídeo) e Inédito Special Edition 2012.

## Premios y nominaciones
En 2009 la canción En cambio no estuvo nominada a un premio Grammy Latino en el año 2009, por grabación del año.
El 23 de marzo de 2010 la canción ganó el ASCAP Latin Music Awards por Mejor canción pop.

## Posicionamiento mundial
| País           | Lista (2008-09)            | Mejor posición | Ref.   |
| -------------- | -------------------------- | -------------- | ------ |
| América Latina | American Top 100           | 1              | [ 7 ]  |
| Italia         | FIMI                       | 2              | [ 8 ]  |
| Europa         | IFPI                       | 36             | [ 9 ]  |
| España         | Promusicae                 | 47             | [ 10 ] |
| Suiza          | IFPI - Suiza               | 52             | [ 11 ] |
| Estados Unidos | Billboard (Latin song)     | 28             | [ 12 ] |
| Estados Unidos | Billboard (Latin pop song) | 9              | [ 13 ] |

## Telenovelas
- En nombre del amor (Televisa)
- Caras & Bocas (Rede Globo) [en italiano]
- Física o química (Antena 3)